# Île Beauchêne
Pour les articles homonymes, voir Beauchêne.
L'île Beauchêne (en espagnol, Isla Beauchene) est la plus méridionale des îles Malouines (en anglais, Falkland Islands; en espagnol, Islas Malvinas), à 46 km de l'île du lion de mer, la plus proche terre et à 59 km de la Malouine orientale, l'île principale de l'archipel. Elle a été découverte en 1701 par le navigateur français Jacques Gouin de Beauchêne et nommée d'après lui.

## Géographie
Beauchêne est l'île la plus isolée des Malouines. Elle est inhabitée et mesure environ 1,7 km2.
Elle est divisée en 2 parties reliées par un isthme sablonneux : une partie sud avec une colline de 82 mètres de haut et une partie nord-est avec des barres rocheuses.
Il existe un mouillage naturel sur la partie orientale mais utilisable seulement par beau temps.

## Histoire

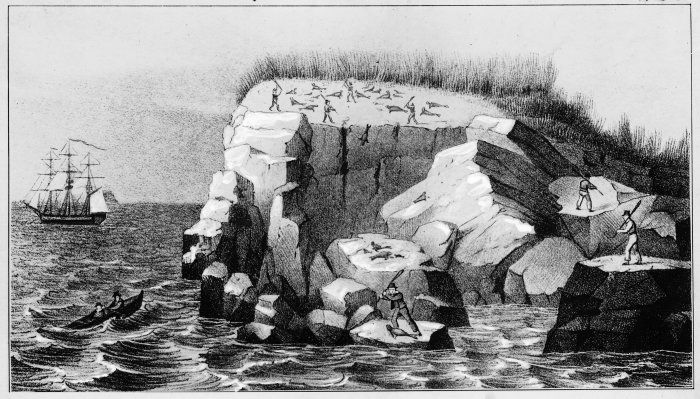
Gravure de 1833 d'une chasse aux phoques sur l'île Beauchêne.

Antoine de la Roché, un navigateur britannique a peut-être aperçu l'île Beauchêne avant avril 1675. Cependant cela n'est pas certain. De la Roche essayait de contourner le cap Horn mais il fut repoussé bien au-delà de sa route. Ce qu'il a vu est habituellement considéré comme la Géorgie du Sud, à laquelle ses descriptions correspondent mieux, surtout pour les montagnes couvertes de glace.
Après la découverte officielle de l'île en 1701 par Jacques Gouin de Beauchêne, des chasseurs de phoques essayèrent de s'y établir, sans succès.
En 1834, l'Américain McArthur y fit débarquer une centaine de personnes, conduisant à la disparition des lions de mer (revenus depuis).
L'île est actuellement inhabitée mais il subsiste des ruines d'un groupe de maisons des années 1830, sur la partie occidentale de l'île.
La première expédition scientifique débarqua sur Beauchêne en 1951 par hélicoptère, y restant un mois.
Durant la guerre des Malouines en 1982, se trouvait une épave d'un navire argentin sur des rochers juste au sud de l'île. Des soldats britanniques y séjournèrent aussi durant 4 semaines.

## Flore et faune
L'île est une réserve naturelle et est couverte d'« herbe Tussack » (Poa flabellata). Elle est réputée pour sa colonie d'albatros à sourcils noirs et on y trouve aussi des gorfous sauteurs dans des côtes truffées de grottes. L'île est aussi connue pour sa tourbe, qui se forme ici dix fois plus vite que n'importe où ailleurs dans le monde, sans que ce processus soit encore pleinement expliqué.